# Alen Smailagić
Alen Smailagić (en serbio Ален Смаилагић; Belgrado, 18 de agosto de 2000) es un jugador serbio de baloncesto que pertenece a la plantilla del KK Partizan de la ABA Liga. Con 2,08 metros de estatura, ocupa la posición de ala-pívot. 

## Trayectoria deportiva

### Primeros años
Smailagić comenzó a jugar a baloncesto en las categorías inferiores del KK Beko de Belgrado desde 2012. En la temporada 2017-18, jugó la liga serbia júnior, promediando 21,7 puntos, 11,1 rebotes y 1,9 tapones por partido en 19 encuentros. Fue elegido MVP de la competición.

### Profesional
Hizo su debut con el primer equipo del Beko, que militaba en la Liga Regional de Serbia, la tercera división del país, en la temporada 2017-18, promediando 15,9 puntos, 5,0 rebotes y 2,1 tapones por partido.
El 20 de octubre de 2018 fue elegido en el Draft de la NBA G League, en la cuarta posición por South Bay Lakers, pero poco después fue traspasado a los Santa Cruz Warriors a cambio de los derechos del jugador Jemerrio Jones, convirtiéndose en el jugador más joven de la historia en debutar en la G League. Jugó una temporada saliendo desde el banquillo, en la que promedió 9,1 puntos y 4,0 rebotes por partido.
Fue elegido en la trigésimo novena posición del Draft de la NBA de 2019 por New Orleans Pelicans, convirtiéndose junto al griego Thanasis Antetokounmpo y el nigeriano Chukwudiebere Maduabum en el tercer jugador internacional seleccionado desde un equipo de la G League, y en el séptimo en general. Posteriormente fue traspasado a Golden State Warriors a cambio de dinero y dos futuras segundas rondas del draft.

## Estadísticas de su carrera en la NBA

### Temporada regular
| Año     | Equipo       | PJ | PT | MPP  | %TC  | %3P  | %TL  | RPP | APP | ROB | TPP | PPP  |
| ------- | ------------ | -- | -- | ---- | ---- | ---- | ---- | --- | --- | --- | --- | ---- |
| 2019-20 | Golden State | 47 | 4  | 17.4 | .495 | .244 | .659 | 4.0 | 1.0 | .9  | .9  | 9.1  |
| 2020-21 | Golden State | 19 | 17 | 25.9 | .512 | .346 | .585 | 6.1 | 1.4 | .9  | .9  | 15.2 |
| Total   | Total        | 66 | 21 | 19.9 | .502 | .296 | .641 | 4.6 | 1.1 | .9  | .9  | 10.8 |